# ته‌گایا
ته‌گایا (کره‌ای: 대가야; هانجا: 大伽倻) یک دولتشهر در اتحادیهٔ گایا در طول دورهٔ سه پادشاهی کره بود. ته‌گایا در شهرستان گوریونگ امروزی، در استان گیونگ‌سانگ شمالی کرهٔ جنوبی واقع شده بود. (نباید آن را با گوریونگ گایا که در حوالی سانگجو امروزی قرار داشت، اشتباه گرفت)

## نام‌ها
گمان می‌رود که نام ته‌گایا برای اولین بار در اواخر اتحادیهٔ گایا مورد استفاده قرار گرفته باشد. خود این نام همچنین توسط گومگوان گایا در روزهای اولیهٔ اتحادیهٔ گایا مورد استفاده قرار می‌گرفت.

## فهرست پادشاهان
1. پادشاه ای‌جین‌آشی
2. پادشاه گئومنیم
3. پاشاه هاجی
4. پادشاه گاسیل
5. پادشاه اینوئه
6. پادشاه دوسولجی (؟ – ۵۶۲ میلادی)

## نگارخانه

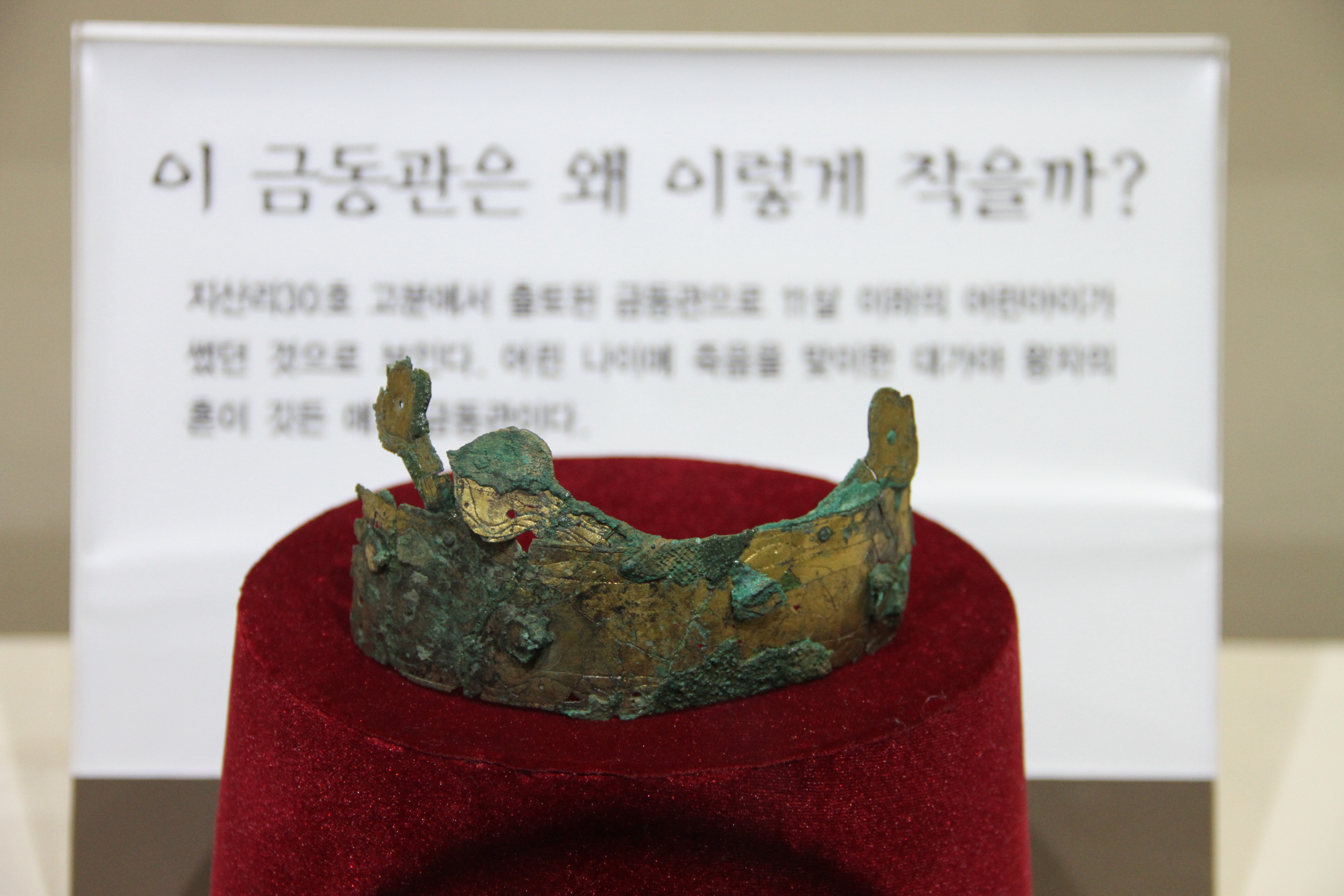
تاج ته‌گایا.
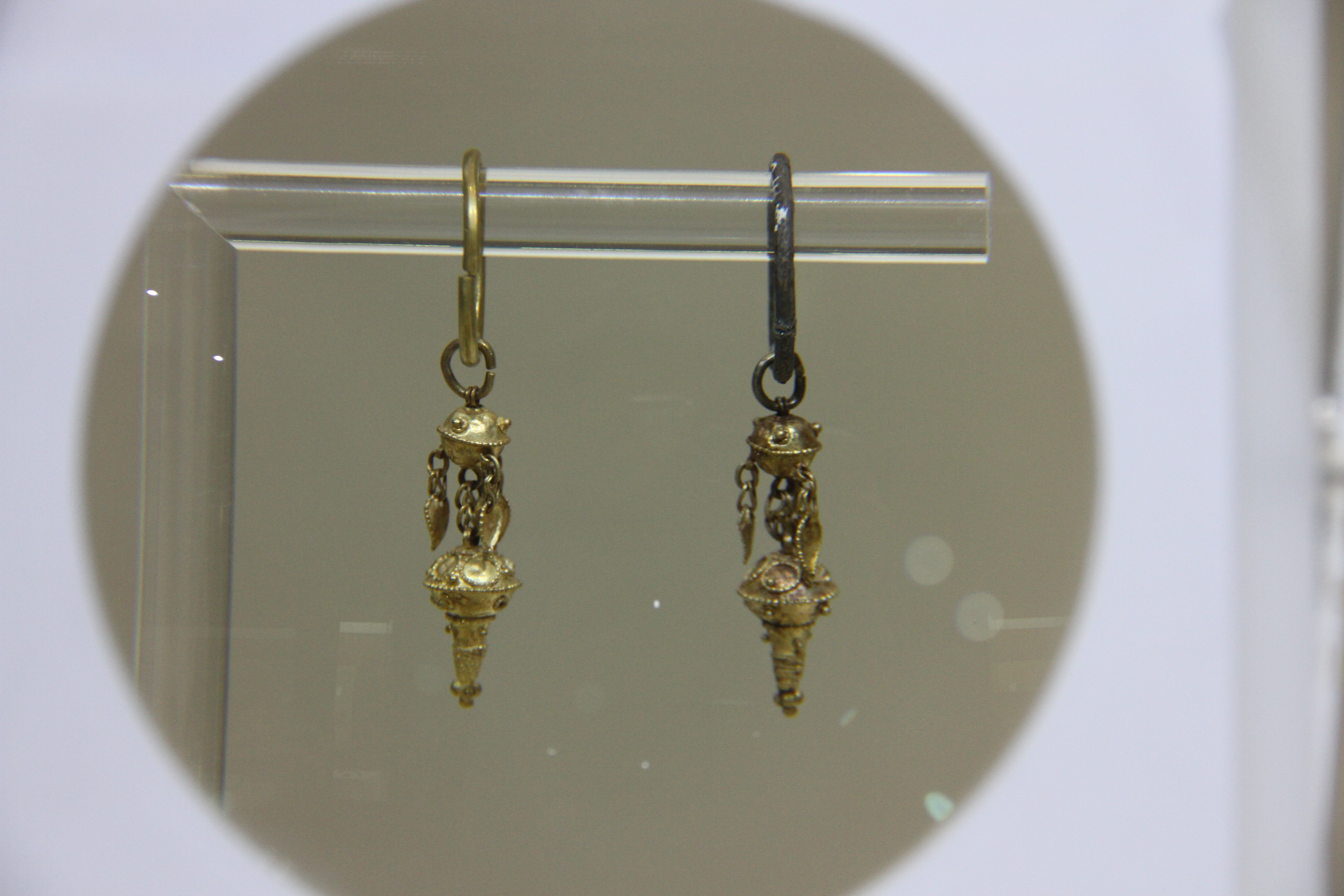
گوشواره‌های طلایی ته‌گایا.
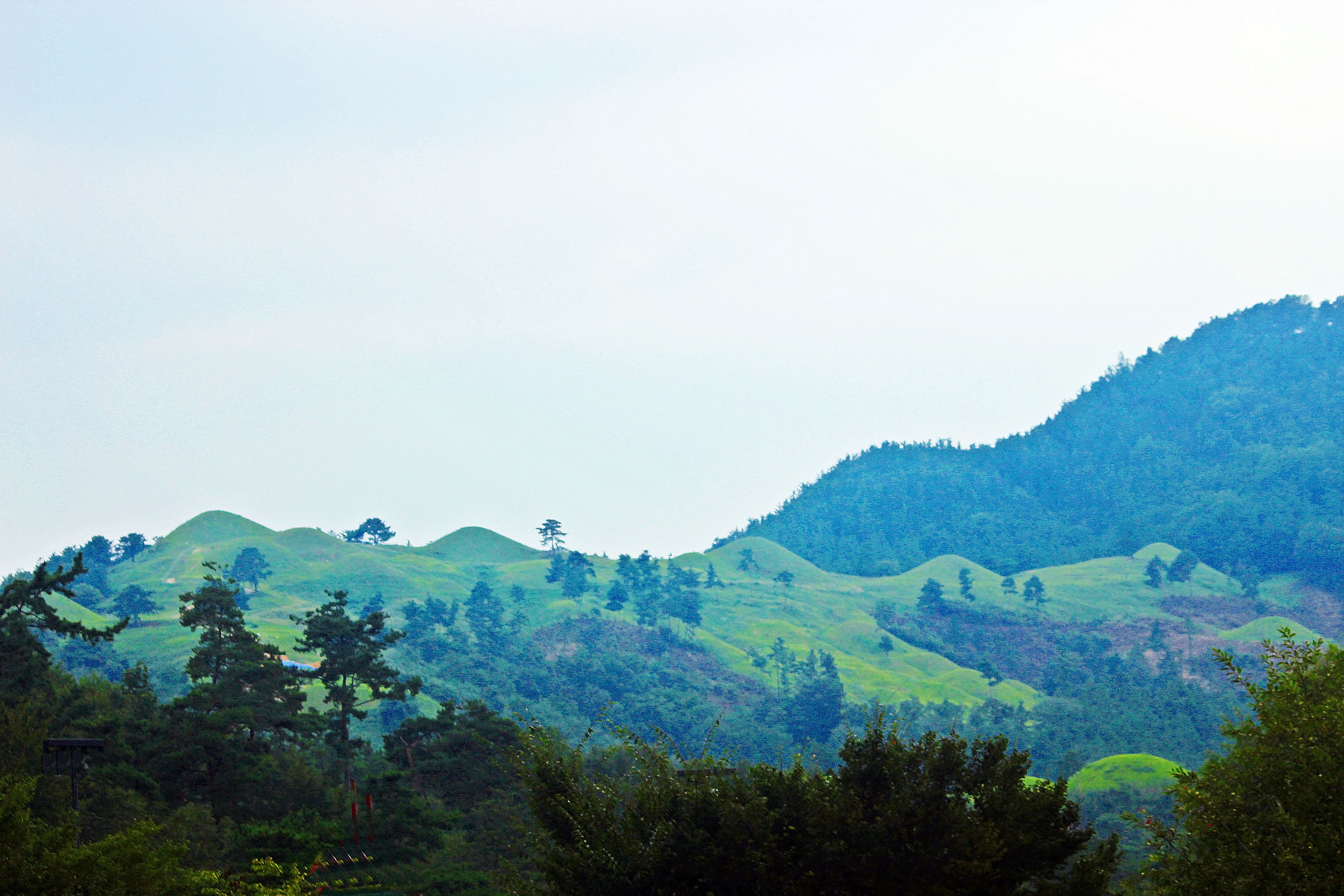
مقبره‌های باستانی در جیسان-دونگ
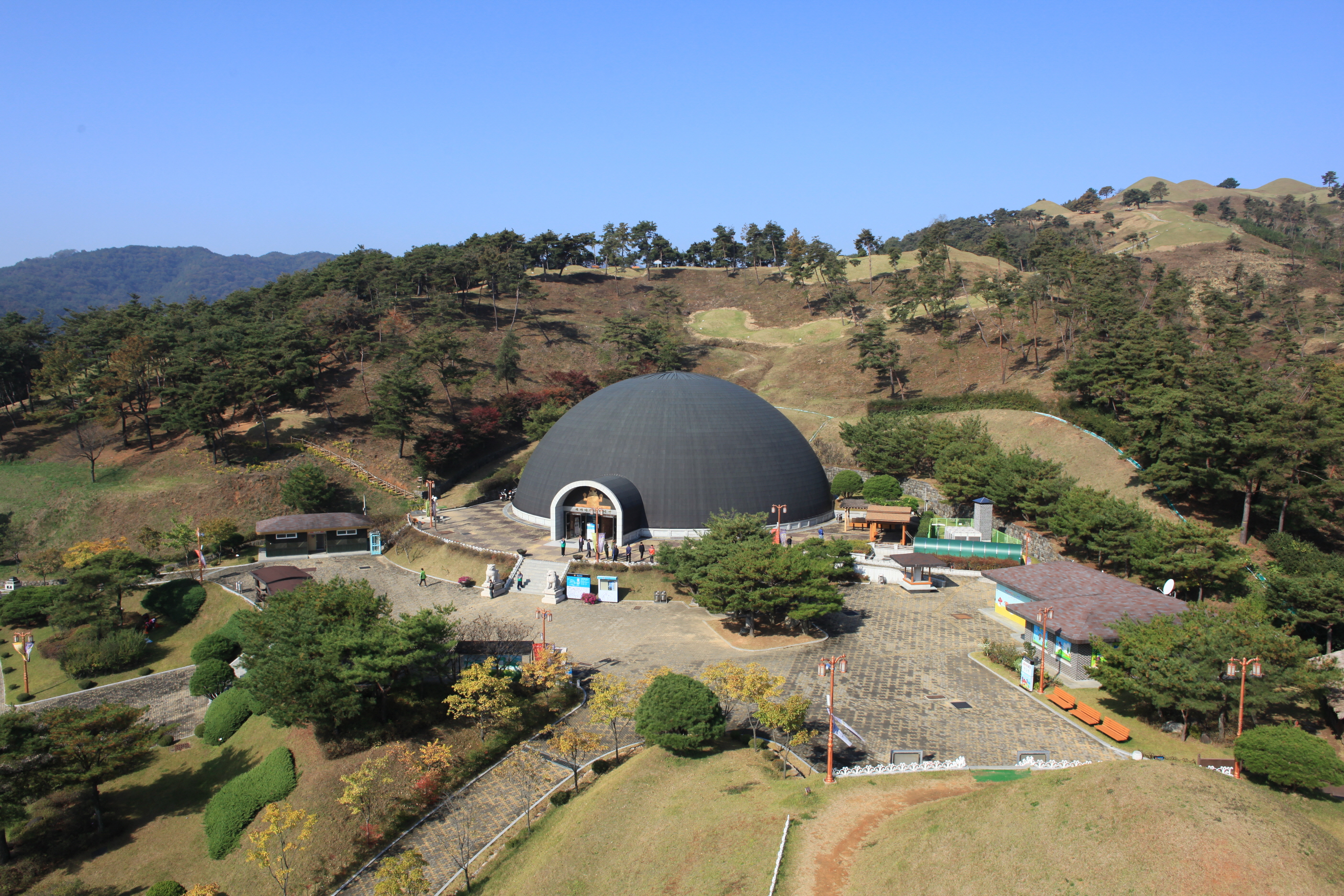
مقبرهٔ سلطنتی ته‌گایا در محل نمایشگاه.